# 尼泊尔工会总联合会
尼泊尔工会总联合会是尼泊尔的一个工会联盟，由20个全国性工会联合会组成。该组织成立于1989年7月20日，总部位于加德满都，现有会员452417人。该组织与尼泊尔共产党（联合马列）有政治联系。该组织宣称其目标是实现“具有有尊严的工人阶级和繁荣的生活的社会主义”。该组织是国际工会联合会的成员。